# Junior Galette
Junior Jovais Galette (Port-au-Prince, 27 marzo 1988) è un giocatore di football americano haitiano che gioca nel ruolo di outside linebacker per i Washington Redskins della National Football League. Al college ha giocato a football alla Temple University (2006-2008) e allo Stillman College.

## Carriera professionistica

### New Orleans Saints
Dopo non essere stato nel Draft 2012, Galette firmò come free agent coi New Orleans Saints, riuscendo ad entrare nei 53 uomini del roster della stagione regolare grazie a una pre-stagione positiva. Dal 2010 al 2012 giocò principalmente come riserva di Jonathan Vilma, Scott Shanle e Jonathan Casillas. Nella stagione 2013, con gli addii di tutti e tre, Galette divenne l'outside linebacker titolare sotto la direzione del nuovo coordinatore offensivo Rob Ryan. A fine anno fece registrare un nuovo primato personale di 12 sack.
Il 3 settembre 2014, Galette firmò un'estensione contrattuale quadriennale del valore di 41,5 milioni di dollari. Inoltre fu scelto dai propri compagni di squadra come capitano della difesa. Nella settimana 9 mise a segno quattro tackle, due sack e un fumble forzato, venendo premiato come miglior difensore della NFC della settimana. La sua stagione si chiuse guidando i Saints con 10 sack.

### Washington Redskins
Il 31 luglio 2015, Galette firmò un contratto annuale con i Washington Redskins ma la sua stagione ebbe termine ancora prima di iniziare, a causa della rottura del tendine d'Achille subita in allenamento il 26 agosto.

## Palmarès
- Difensore della NFC della settimana: 1

9ª del 2014

## Statistiche
| Partite totali      | 64   |
| Partite da titolare | 30   |
| Tackle totali       | 128  |
| Sack                | 31,5 |
| Intercetti          | 0    |
| Fumble forzati      | 5    |

Statistiche aggiornate alla stagione 2014